# Natalja Jurjewna Udarzewa
Natalja Jurjewna Udarzewa (russisch Наталья Юрьевна Ударцева; * 13. November 1954) ist eine sowjetische bzw. russische Journalistin, Fotografin und Hochschullehrerin.

## Leben
Udarzewa studierte an der Lomonossow-Universität Moskau in der Journalistik-Fakultät mit Abschluss 1979.
Darauf arbeitete Udarzewa als Chefredakteurin bzw. verantwortliche Sekretärin für verschiedene Zeitschriften.
Ab 1995 war Udarzewa bei der Illustrierten Ogonjok zunächst Bildredakteurin und dann Leiterin der Foto-Abteilung. Sie wurde 2003 Direktorin des Foto-Dienstes des Verlags OWA-PRESS und 2004 Direktorin des Foto-Dienstes Sekret firmy. Von 2007 bis 2008 war sie Direktorin für Sonderprojekte der Gesellschaft ProLab Zentr für Öffentlichkeitsarbeit und Marketing.
An der Russischen Staatlichen Geisteswissenschaftlichen Universität hielt Udarzewa 2008–2014 eine Vorlesung über Presse-Fotografie. Von 2007 bis 2014 war sie Chefberaterin des Fotokunst-Teils der Zeitschrift Foto&Technika.
Als Udarzewa 2010 eingeladen wurde, das Festival Uglitsch, das Gesicht einer russischen Provinz zu kuratieren und zu leiten, gestaltete sie das Festival so erfolgreich, dass es einige Jahre später das internationale Fotografie-Festival Fotoparade in Uglitsch wurde. Der Name des Festivals wurde von dem Fotografen Alexander Kitajew formuliert, während Udarzewa den Wettbewerb Punkt auf der Karte nannte. Auch kuratierte sie viele Ausstellungen. Bei dem nach Andrei Stenin benannten internationalen Fotojournalisten-Wettbewerb 2015 und verschiedenen anderen Wettbewerben war sie Jurymitglied.
Udarzewa ist seit 2006 Mitglied des Verbands der Fotokünstler Russlands. Sie gründete 2009 die Gesellschaft FotoKarta, deren Generaldirektorin sie seitdem ist. Auch gründete und leitet sie als Direktorin die Schule für Visuelle Kunst.

## Ehrungen, Preise
- Puschkin-Medaille (1999)[9]